# Britt-Marie Lövgren
Britt-Marie Lövgren, född 28 december 1954 i Skövde, död 25 december 2012 i Umeå, var en svensk politiker (folkpartist) och ledamot i folkpartiets partistyrelse. Lövgren var även styrelsemedlem i Kommunstyrelsen i Umeå samt Sveriges Kommuner och Landsting. Hon är dotter till Rolf "Rulle" Lövgren.
Britt-Marie Lövgren avled 25 december 2012 av cancer.